# سولومون دبليو. دونز
سولومون دبليو. دونز هو فلاح ومحامي وسياسي أمريكي، ولد في 1801 في مقاطعة مونتغومري في الولايات المتحدة، وتوفي في 14 أغسطس 1854 في مقاطعة لينكن في الولايات المتحدة. نشط حزبياً في الحزب الديمقراطي. وقد انتخب عضو مجلس الشيوخ الأمريكي ‏ عن دائرة مقعد مجلس الشيوخ في لويزيانا من الدرجة الثانية ‏ وقد انضم خلال فترته النيابية ‏ (4 مارس 1851 – 4 مارس 1853) للكتلة البرلمانية الحزب الديمقراطي وانتخب عضو مجلس الشيوخ الأمريكي ‏ عن دائرة مقعد مجلس الشيوخ في لويزيانا من الدرجة الثانية ‏ وقد انضم خلال فترته النيابية ‏ (4 مارس 1849 – 4 مارس 1851) للكتلة البرلمانية الحزب الديمقراطي وانتخب عضو مجلس الشيوخ الأمريكي ‏ عن دائرة مقعد مجلس الشيوخ في لويزيانا من الدرجة الثانية ‏ وقد انضم خلال فترته النيابية ‏ (4 مارس 1847 – 4 مارس 1849) للكتلة البرلمانية الحزب الديمقراطي.